# Wilfrid M. Voynich

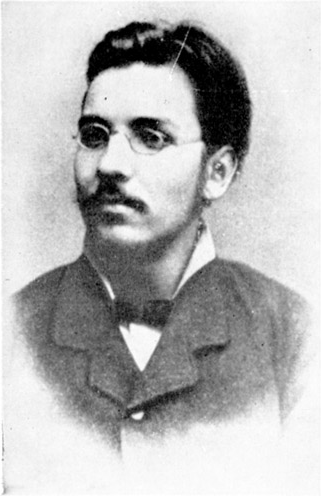
Wilfrid Woynich circa 1885.

Wilfrid Michael Voynich, geboren Michał Habdank-Wojnicz (Telšiai, 31 oktober 1865 - New York, 19 maart 1930), was een Pools revolutionair, boekhandelaar en bibliofiel. Het Voynichmanuscript, dat hij in 1912 aankocht, is naar hem vernoemd.

## Biografie
Michal Wojnicz werd geboren in het Keizerrijk Rusland als Michal Habdank-Wojnicz. In 1885 ging hij bij een revolutionaire beweging genaamd Proletarjat. In 1886 werd hij gearresteerd en in 1887 naar een kamp in Siberië gezonden.
In 1890 ontsnapte hij en ging naar Londen, waar hij als eerste naam Wilfrid aanneemt. In 1893 trouwde hij met Ethel Lilian Boole. Als achternaam namen ze Voynich. In 1895 opende Wilfrid Voynich in Londen een winkel en later ook een in New York. Voynick overleed in 1930 in New York.

## Het Voynichmanuscript
In 1912 kocht Voynich het later naar hem vernoemde Voynichmanuscript. Na zijn dood erfde zijn vrouw het manuscript, die het na haar eigen dood naliet aan een vriendin. Uiteindelijk kwam het manuscript terecht bij de Yale-universiteit.